# Lukáš Kubiš
Lukáš Kubiš (Zvolen, 31 januari 2000) is een Slowaaks wielrenner.

## Carrière
Als junior combineerde Kubiš het wegwielrennen met het veldrijden en het mountainbiken. In 2017 werd hij tweede in het nationale kampioenschap tijdrijden en won hij de nationale titel in het veldrijden. Een jaar later werd hij wederom tweede in de tijdrit. In oktober nam hij deel aan de wegwedstrijd tijdens de Olympische Jeugdzomerspelen, waar hij op plek 23 eindigde.

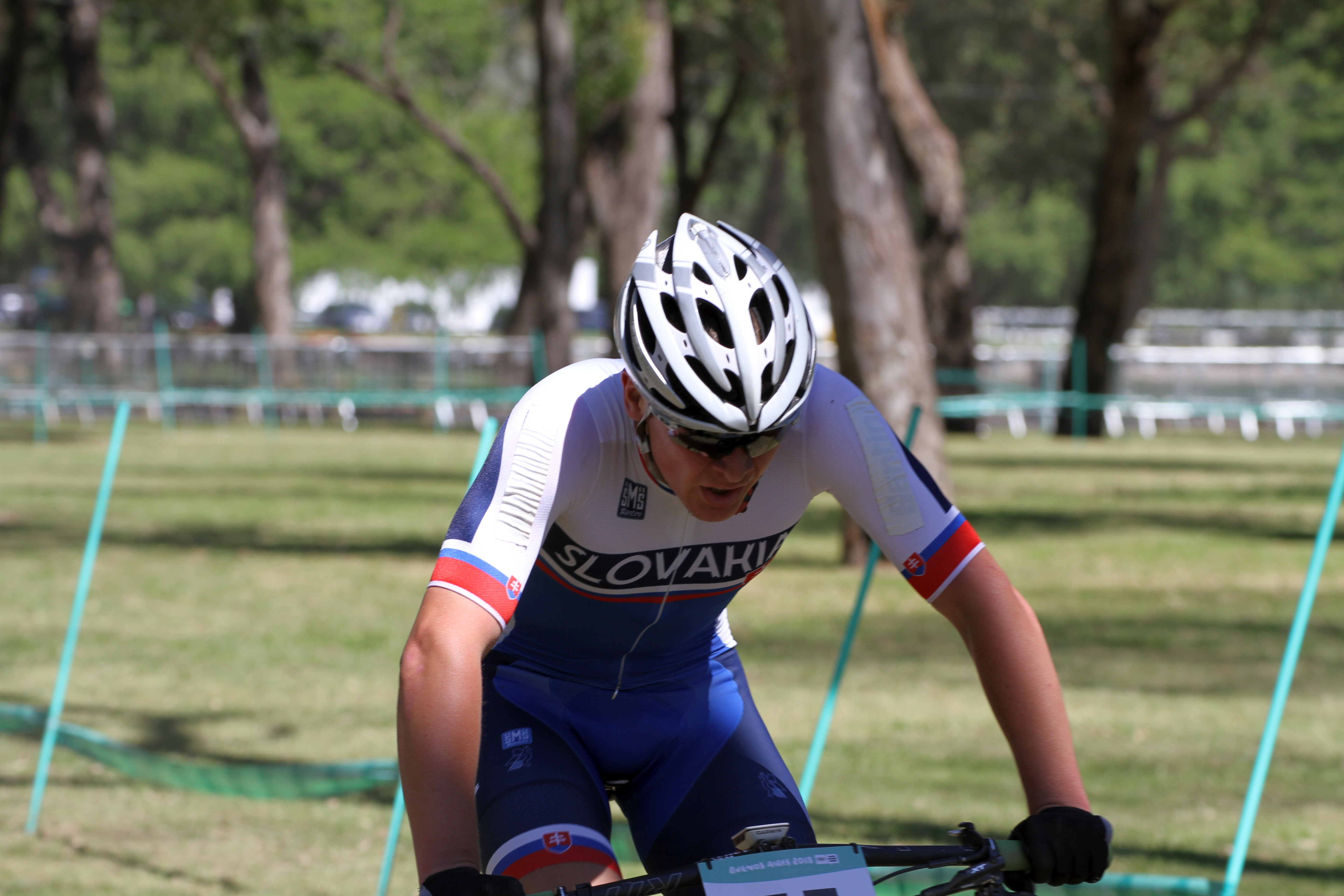
Kubiš tijdens de Olympische Jeugdzomerspelen 2018

In 2019, als eerstejaars belofte, maakte Kubiš de overstap naar Dukla Banská Bystrica. In april nam hij deel aan de Ronde van Vlaanderen voor beloften, die hij niet uitreed. Later dat jaar werd hij onder meer twaalfde in de Memoriał Henryka Łasaka en vijfde in het eindklassement van de Ronde van Senegal. In augustus 2020 was hij de beste jongere in de Ronde van Szeklerland. Ruim een week later won hij het nationale kampioenschap tijdrijden voor beloften. In de wegwedstrijd voor eliterenners werd hij derde, achter Juraj Sagan en Erik Baška. In november won hij een etappe en het puntenklassement in de GP Chantal Biya. In het algemeen klassement bleef enkel Moise Mugisha hem voor.
Het seizoen 2021 begon voor Kubiš in Turkije, waar hij deelnam aan drie eendagskeorsen. In juni werd hij tweede in het nationale kampioenschap tijdrijden en derde in de wegwedstrijd. Twee weken later werd hij zesde in het eindklassement van de Ronde van Bulgarije en vierde in de GP Slovakia. Anderhalve week voor de wegwedstrijd op de Olympische Spelen werd bekend dat Kubiš werd opgeroepen als vervanger voor Peter Sagan, die niet kon starten vanwege een operatie aan zijn knie. In de wegwedstrijd haalde Kubiš de finish niet. Vier dagen later eindigde hij op plek 37 in de tijdrit. In oktober won hij twee etappes, het eind-, punten- en jongerenklassement in de GP Chantal Biya. In 2023 werd hij voor de tweede maal nationaal kampioen op de weg bij de beloften en werd hij, net als in 2020, tweede in het eindklassement van de GP Chantal Biya.
In mei 2023 won Kubiš twee eendagskoersen in Marokko. In de derde koers, de Grand Prix de la Famille Royale, werd hij vierde. Anderhalve maand later won hij de slotrit in de Gemenc GP. In het eindklassement bleven Filip Řeha en Dylan Hopkins hem nipt voor. Zijn seizoen sloot hij af met plek 39 in de wegwedstrijd op het Europese kampioenschap.
In 2024 maakte Kubiš, na vijf seizoenen in Slowaakse dienst, de overstap naar het Tsjechische Elkov-Kasper. Zijn debuut voor de ploeg maakte hij eind februari in de door Matthew Brennan gewonnen Trofej Umag. Vier dagen later werd hij vierde in de Trofej Poreč. Na zijn deelname aan de Istrian Spring Trophy, waar de zevende plek in de eerste etappe zijn beste klassering was, stond hij aan de start van drie eendagskoersen in Slovenië. In de GP Slovenian Istria sprintte hij naar de tiende plaats, elf seconden nadat Marcin Budziński de sprint-à-deux om de winst had gewonnen van Max van der Meulen. Vier dagen later werd hij twaalfde in de GP Goriška & Vipava Valley. De reeks sloot hij af met een tiende plaats in de massasprint in de GP Adria Mobil. In april was hij de beste in de Kirschblütenrennen, die dat jaar voor het eerst op de UCI-kalender stond.
In 2025 werd Kubiš prof bij Unibet Tietema Rockets. Zijn debuut voor de ploeg maakte hij in de GP La Marseillaise. Na meerdere ereplaatsen en een vijfde plaats in het eindklassement van de Ronde van de Provence maakte de Slowaak zijn opwachting in de Omloop Het Nieuwsblad. In de door Søren Wærenskjold gewonnen eindsprint eindigde Kubiš op de zesde plek. Een dag later werd hij negende in Kuurne-Brussel-Kuurne. Weer twee dagen eindigde hij als tiende in Le Samyn. Hij was hiermee de enige renner die in de top tien van elk van die drie wedstrijden eindigde.

## Overwinningen
2020
Jongerenklassement Ronde van Szeklerland
 Slowaaks kampioen op de weg, Beloften
3e etappe GP Chantal Biya
Puntenklassement GP Chantal Biya
2021
2e en 4e etappe GP Chantal Biya
Eind-, punten- en jongerenklassement GP Chantal Biya
2022
 Slowaaks kampioen op de weg, Beloften
2023
Grand Prix du Prince Héritier Moulay el Hassan
Grand Prix du Trône
2e etappe Gemenc GP
2024
Kirschblütenrennen
 Slowaaks kampioen tijdrijden, elite
 Slowaaks kampioen op de weg, elite
GP Poland
1e etappe Ronde van Roemenië
Puntenklassement Ronde van Roemenië
2025
Cholet Agglo Tour
 Slowaaks kampioen op de weg, elite

## Resultaten in voornaamste wedstrijden
|      | \| Jaar \| Parijs-Roubaix \| Amstel Gold Race \| Omloop Het Nieuwsblad \| \| WK op de weg \| \| ---- \| -------------- \| ---------------- \| --------------------- \| \| ------------ \| \| 2024 \| \| \| \| \| 72e \| \| 2025 \| 46e \| opgave \| 6e \| \| \| |                  |                       |  |              |
| Jaar | Parijs-Roubaix | Amstel Gold Race | Omloop Het Nieuwsblad |  | WK op de weg |
| 2024 | |                  |                       |  | 72e          |
| 2025 | 46e | opgave           | 6e                    |  |              |

## Ploegen
- 2019 –  Dukla Banská Bystrica
- 2020 –  Dukla Banská Bystrica
- 2021 –  Dukla Banská Bystrica
- 2022 –  Dukla Banská Bystrica
- 2023 –  Dukla Banská Bystrica
- 2024 –  Elkov-Kasper
- 2025 –  Unibet Tietema Rockets

Bloem · Bomboi · Budding · Carboni · Christophersen · de Vries · Eiking · Geleijn · Huens · Huyet · Inkelaar · Johannink · Kopecký · Kubiš · Kyffin · Loockx · Maire · Meris · Mouris · Nielsen · Paige · Stockman · Stokbro · Ťoupalík · Verschuren